# Kaple svaté Anny (Nečichy)
Kaple svaté Anny je římskokatolická kaple v Nečichách v okrese Louny. Je chráněna jako kulturní památka. Stojí na návsi uprostřed vesnice.

## Stavební podoba
Barokní kaple z osmnáctého století (snad z roku 1775) má půdorys obdélníku se zkosenými nárožími a odsazený polokruhový presbytář. Vstupní průčelí s lizénami a oválným oknem je zdůrazněné segmentem proloženou římsou, nad kterou vybíhá po stranách vykrojený štít s trojúhelníkovým nástavcem. Dovnitř lodi zaklenuté plackovou klenbou vede obdélný portál. Závěr kaple je sklenutý konchou. Interiér osvětlují kasulová okna.